# Станіслав Бежановський
Станіслав Юзеф Бежано́вський (пол. Stanisław Józef Bieżanowski, 1628–10.11.1693) – польський історик, поет. 

## Біографічна довідка
Народився в м. Львів у родині міщан. Навчався в Краківському університеті (1655 – магістр вільних мистецтв). Від 1666 – професор поетики в цьому ж університеті. Як історіограф Краківського університету (від 1689) уклав хроніку університету за 1666–88 («Annalium fundationis Petricianae ab Anno Christi 1666 usque ad Annum 1688»), в якій, окрім університетських справ, стисло описав події часів  Яна II Казимира Ваза і  Міхала-Корибута Вишневецького, а також, більш докладно,  Яна III Собеського. 1884 Ф. Майхровичем видано матеріали за 1683 рік; весь рукопис зберігався в бібліотеці Оссолінеуму. Бежановський був також автором багатьох панегіриків.
Помер у м. Краків (Польща).